# 罗王站
罗王站是一个陇海铁路上的铁路车站，位于河南省开封市祥符区罗王镇，建于1915年，1916年1月投入运营。目前为四等站，邮政编码为475112。目前客运：办理旅客乘降；不办理行李、包裹托运；货运：办理整车货物发到。

## 国民党第九十军抗战旧址
罗王站旧址由站长住所、防空洞和军事碉堡三部分组成。站长住所建于20世纪30世纪末，1938年，国民革命军第九十军和邱清泉的战车营曾在此指挥对日作战。

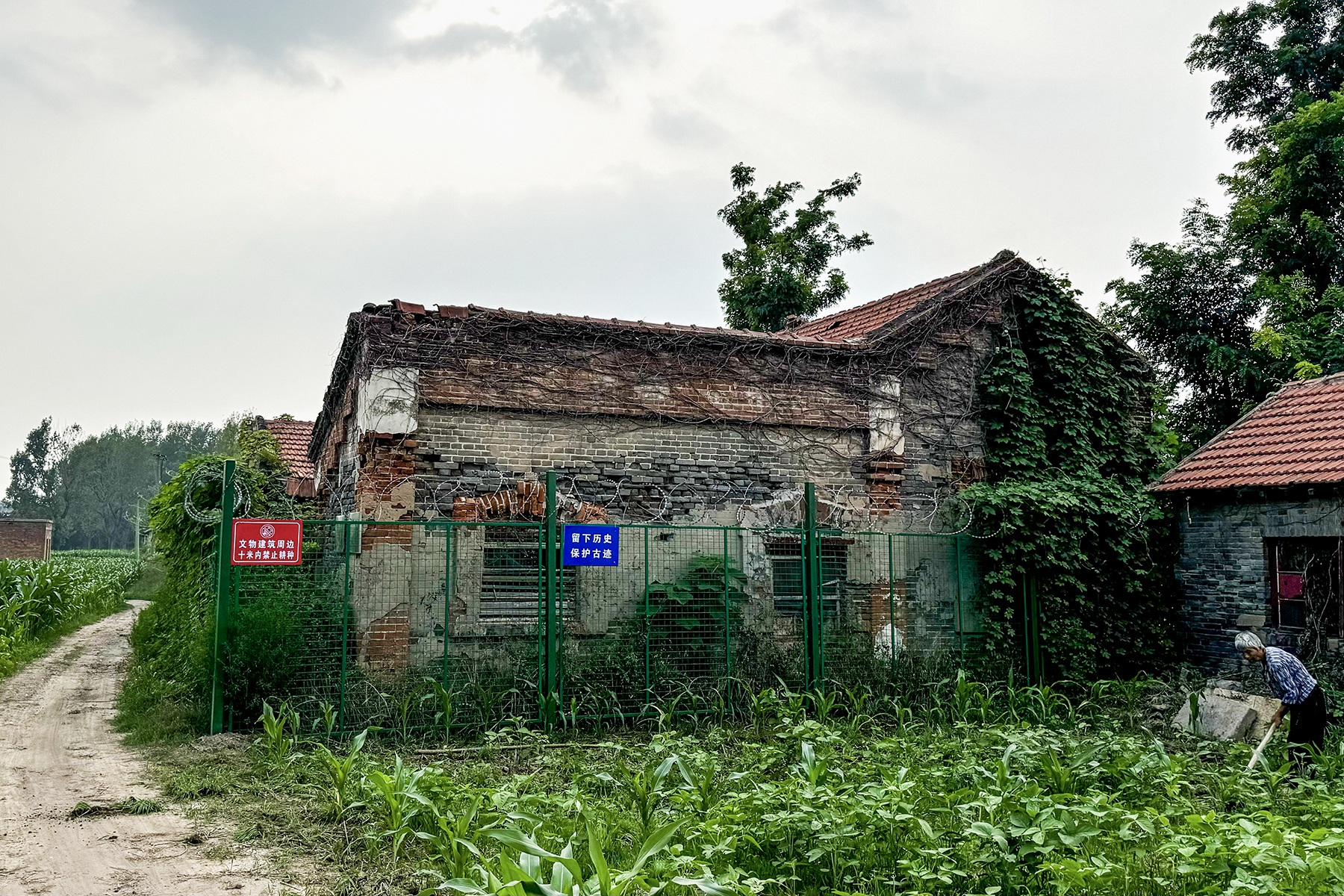
原站长住宅
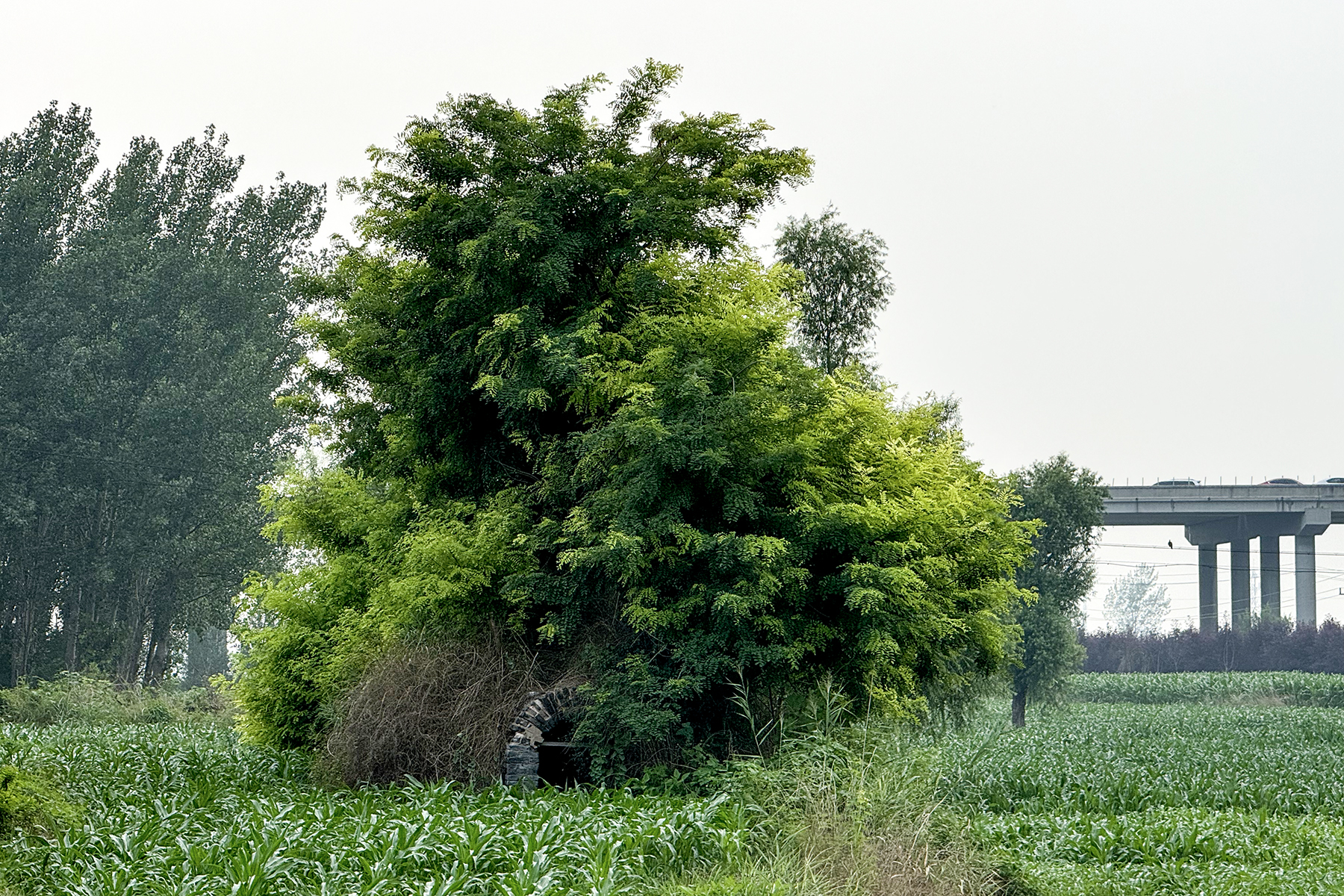
防空洞入口